# Sittişah Mükrime Hatun
Sittişah Mükrime Hatun (en turco otomano: ستی شاہ خاتون‎, "protector del Şah" y "hospitalario") (Elbistan, c.1435 — Edirne, Septiembre de 1486), fue una noble turca y consorte de Mehmed II. A veces es confundida como madre de Bayezid II.

## Vida
Sittişah Mükrime Hatun nació en 1435 en Elbistan, en el Distrito de Kahramanmaraş, de Doulkarids. Su padre fue Süleiman Bey, quien fue el sexto comandante de Dulkadir. Cuando Mehmed cumplió diecisiete años, su padre decidió que debería casarse con una mujer de posición inferior por motivos políticos.
La elección del sultán recayó en las ricas y hermosas hijas de Süleyman Bey, el sexto gobernante del estado de Dulkadir. En el invierno de 1449 que Murad convocó a Çandarlı Halil Paşa, su gran visir de confianza, y le informó de los planes de matrimonio. El sultán declaró que deseaba que el príncipe se casara y esta vez como él, Murad, lo consideró oportuno. Halil Paşa aprobó de todo corazón el plan de su maestro, por lo que decidieron elegir a una de las hijas de Süleyman. La esposa de Hizir Paşa, gobernador de Amasya, fue enviado a Elbistan para seleccionar a la novia de acuerdo con la antigua costumbre. Su elección recayó en Sittişah Hatun, la más hermosa de las hijas; el intermediario besó sus ojos y puso el anillo de compromiso en el dedo.
La boda tuvo lugar el 15 de diciembre de 1449 en Edirne y se celebró con gran pompa durante tres meses. Fiestas populares de todo tipo y concursos de poesía contribuyeron al regocijo. El novio, que no había sido consultado sobre la elección de su novia, regresó con ella a Manisa inmediatamente después de la celebración.
El matrimonio era infeliz, ambos parecían odiarse. Según algunas fuentes, nunca pudo tener hijos y este fue el tema de las cartas de un embajador francés: 
"Sitti Hatun, la tercera mujer del sultán, dicen qué es la mujer más hermosa del Imperio. Pero es despreciada por el propio sultán y las mujeres del Harén, porque tenía problemas para tener hijos. Cuando las médicas la revisaron, llegaron a la conclusión de que era estéril."

## Teoría de maternidad
Tradicionalmente, la concubina de Mehmed II, Emine Gülbahar Hatun, se considera la madre del sultán Bayezid II, pero algunos historiadores, por ejemplo Yavuz Bahadyroğlu, llaman a la madre de este sultán, Sittişah. Esta versión es poco probable, ya que la fecha de celebración del matrimonio dinástico entre Mehmed II y Sittişah es el 15 de diciembre de 1449. Así, Bayezid, que nació unos años antes, no podía ser hijo de Sittişah. Anthony Alderson y Franz Babinger argumentan que Sittişah no tenía hijos, ya qué era incapaz de tenerlos.

## Muerte
Mucho tiempo después de que Mehmed trasladará su corte a Estambul, Sittişah Hatun permaneció en Edirne exiliada, donde vivió, sola y abandonada, hasta finales de septiembre de 1486. Según Necdet Sakaoğlu, murió en septiembre de 1486. Sin embargo, como se desprende de la inscripción de la mezquita en 1483, todavía estaba vivo hasta esa fecha. De hecho, necesitaba dinero para la construcción de esta mezquita y la madre de Bayezid, Emine Gülbahar, le donó 50 mil monedas. Este caso quedó registrado en los cuadernos de palacio. Se entiende por la lápida que murió en 1486. Su tumba está en el cementerio de la Mezquita Sittişah Hatun, que lleva su nombre en Edirne. Fue enterrada en su mausoleo dentro de la mezquita donde había construido durante el reinado de Bayezid II. Otra versión decía que murió en 1467.